# Haliplus valdiviensis
Haliplus valdiviensis is een keversoort uit de familie watertreders (Haliplidae). De wetenschappelijke naam van de soort is voor het eerst geldig gepubliceerd in 1980 door Moroni.